# Kick Horns
Le Kick Horns est une section de cuivre londonienne.

## Description
Le groupe est connu pour avoir accompagné de nombreux artistes tels Beyoncé (Green Light), Maverick Sabre (en), Hard-Fi (Once Upon a Time in the West), Little Mix (Wings), Eric Clapton, The Who, The Waterboys, Baaba Maal, Deacon Blue, Westernhagen, Paloma Faith, The Rolling Stones (Steel Wheels), Pete Townshend, David Gilmour, Blur, Stereo MCs, Dr. John, Rufus Wainwright, The Imagined Village, The Beautiful South, The Spice Girls, Jamiroquai, Chris Rea, S Club 7, Spiritualized, Groove Armada, Supergrass, Verve, Dodgy, Primal Scream, Finley Quaye, China Crisis, Erasure, Oumou Sangare, Maryam Mursal, Cheb Khaled, Faudel, Rachid Taha, etc.
Le Kick Horns a son propre studio basé à Nunhead à Londres.

## Discographie
Album solo
- The Other Foot (2001)